# Campanula lasiocarpa
Campanula lasiocarpa là loài thực vật có hoa trong họ Hoa chuông. Loài này được Cham. mô tả khoa học đầu tiên năm 1829.